# Thomas Reiter
Thomas Arthur Reiter (ur. 23 maja 1958 we Frankfurcie nad Menem) – pułkownik lotnictwa, astronauta niemiecki oraz Europejskiej Agencji Kosmicznej.

## Wykształcenie oraz służba wojskowa
- 1977 – w Neu-Isenburg ukończył szkołę średnią im. Johanna Wolfganga von Goethego.
- 1982 – został absolwentem Wojskowego Uniwersytetu w Neubibergu, gdzie otrzymał tytuł magistra w dziedzinie astronautyki.
- 1984 – w Monachium ukończył Uniwersytet Sił Zbrojnych (specjalność technologie kosmiczne).
 Służbę wojskową rozpoczął jako pilot samolotu Alpha-Jet w eskadrze myśliwców bombardujących stacjonujących w niemieckiej bazie lotniczej w Oldenburgu. Później szkolił się w amerykańskiej bazie im. Shepparda (Sheppard Air Force Base) w Teksasie oraz w 1990 w Centrum Lotniczo-Badawczym w Manching (Niemcy), gdzie zdobył kwalifikacje pilota doświadczalnego 2 klasy i został włączony do lotów testowych na samolocie typu Tornado.
- grudzień 1992 – ukończył Królewską Szkołę Pilotów Doświadczalnych (Empire Test Pilots School) w Boscombe Down (Wielka Brytania). Po odbytym przeszkoleniu został pilotem doświadczalnym 1 klasy.

Na 15 typach różnych samolotów wylatał ponad 2300 godzin.

## Kariera astronauty
- 15 maja 1992 – został włączony do składu korpusu astronautów Europejskiej Agencji Kosmicznej (nabór ESA-2). Reiter był jednym z 5 kandydatów z Niemiec, którzy od 1991 ubiegali się o status astronauty i jedynym, który został wówczas wybrany. Astronauta został włączony do prac nad projektowanym wówczas europejskim wahadłowcem Hermes oraz i modułem Columbus będącym wkładem ESA w tworzenie Międzynarodowej Stacji Kosmicznej.
- 1993 – w Europejskim Centrum Astronautów (European Astronauts Centre - EAC) w Kolonii (Niemcy) przeszedł trwające sześć miesięcy szkolenie podstawowe. Później trafił do Centrum Wyszkolenia Kosmonautów im. J. Gagarina, gdzie rozpoczął przygotowania do lotu w kosmos w charakterze inżyniera pokładowego w ramach programu Euromir 95. Był przygotowywany do pracy na zewnątrz stacji orbitalnej.
- marzec 1995 – rozpoczął końcowe przygotowania do długotrwałego lotu na stację kosmiczną Mir. Razem z nim w skład podstawowej załogi weszli: Jurij Gidzenko oraz Siergiej Awdiejew.
- 3 września 1995 – 29 lutego 1996 – w charakterze drugiego inżyniera pokładowego uczestniczył w locie statku kosmicznego Sojuz TM-22 i przez blisko 177 dni pracował na pokładzie stacji kosmicznej Mir (misja Euromir 95).
- 1996-1997 – w Centrum Wyszkolenia Kosmonautów im. J. Gagarina przez kilka miesięcy opanowywał technikę odłączenia statku kosmicznego od stacji, wprowadzenia go w atmosferę Ziemi oraz samego lądowania. Dzięki odbytemu przeszkoleniu jako pierwszy zagraniczny astronauta, zdobył uprawnienia dowódcy trzyosobowej wersji statku Sojuz TMA na czas operacji powrotu z orbity okołoziemskiej.
- 1997–1999 – na mocy porozumienia pomiędzy ESA a Bundeswehrą Reiter został oddelegowany do lotnictwa, gdzie dowodził Grupą Operacyjną myśliwców szturmowych Tornado.
- 1999 – w kwietniu powrócił do ESA i współpracował z zespołem tworzącym Automatyczny Statek Transportowy (ATV). Później kontynuował szkolenie w Centrum Wyszkolenia Kosmonautów w Gwiezdnym Miasteczku, podczas którego zapoznał się z rosyjskim modułem Międzynarodowej Stacji Kosmicznej.
- kwiecień 2001 - został wyznaczony jako pierwszy astronauta ESA do długotrwałego lotu na pokładzie Międzynarodowej Stacji Kosmicznej.
- styczeń – luty 2003 – w Centrum Wyszkolenia Kosmonautów im. J. Gagarina odbył staż dla dowódców statku Sojuz TMA w zakresie procedur lądowania.
- kwiecień 2005 – pomiędzy Rosją a Europejską Agencją Kosmiczną (ESA) podpisano umowę o długotrwałym locie Thomasa Reitera na Międzynarodowej Stacji Kosmicznej kosztem jednego miejsca w załodze, które było przewidziane dla Rosjan. W pierwotnej wersji astronauta miał pracować z 11 i 12 stałą załogą stacji. W kosmos miał wystartować na pokładzie wahadłowca we wrześniu 2005 (misja STS-121) i powrócić na Ziemię w marcu 2006 razem z załogą wyprawy STS-116. Po zmianie kalendarza startów wahadłowców, co miało miejsce w sierpniu 2005, lot przesunięto na lipiec 2006.
- 4 lipca 2006 – wystartował w kosmos do misji STS-121 na pokładzie wahadłowca Discovery.
- 22 grudnia 2006 – powrócił na Ziemię z misją STS-116, jego miejsce na ISS zajęła Sunita Williams.
- 2007 – w październiku opuścił korpus astronautów ESA i rozpoczął pracę w zarządzie Niemieckiego Centrum Aeronautyki (DLR - Deutsches Zentrum für Luft- und Raumfahrt).

## Loty kosmiczne
- Sojuz TM-22

Swój pierwszy lot Reiter odbył w charakterze inżyniera pokładowego-2 na statku kosmicznym Sojuz TM-22 w składzie 20. podstawowej załogi stacji kosmicznej Mir. Dowódcą wyprawy był Jurij Gidzenko, a pierwszym inżynierem pokładowym Siergiej Awdiejew. Sojuz TM-22 wystartował w kosmos z kosmodromu Bajkonur 3 września 1995. Dwa dni później, 5 września, przycumował do stacji Mir. W tym czasie na jej pokładzie znajdowała się 19 podstawowa ekspedycja: Anatolij Sołowjow i Nikołaj Budarin, którzy po przekazaniu stacji 11 września 1995 opuścili kompleks orbitalny. 20 października Thomas Reiter razem z Siergiejem Awdiejewem przez ponad 5 godzin pracowali na zewnątrz Mira. W tym czasie zainstalowali na module Spiektr aparaturę naukową przygotowana przez ESA i wymienili kasety w zainstalowanej wcześniej aparaturze. Był to pierwszy kosmiczny spacer niemieckiego astronauty. 15 listopada z Mirem połączył się amerykański wahadłowiec Atlantis (misja STS-74) i przez kilka dni obie załogi wspólnie wykonały szereg eksperymentów. Z powodu opóźnień w przygotowaniu statku kosmicznego Sojuz TM-23 misja Sojuza TM-22 została przedłużona o 44 dni. 8 lutego Reiter drugi raz wyszedł w otwartą przestrzeń kosmiczną. Tym razem pracował poza stacją przez 3 godziny. Towarzyszył mu Jurij Gidzenko. Kosmonauci wymienili kasety w aparaturze, którą pozostawili podczas pierwszego wyjścia w kosmos. 23 lutego 1996 na pokładzie Sojuza TM-23 przybyli kosmonauci 21. stałej wyprawy: Jurij Onufrijenko oraz Jurij Usaczow. Gidzenko, Awdiejew i Reiter powrócili na Ziemię 29 lutego 1996. Ich lot trwał blisko 180 dni.

## Odznaczenia i nagrody
- Krzyż Oficerski Orderu Zasługi Republiki Federalnej Niemiec (1996)
- Krzyż Komandorski Orderu Zasługi Republiki Federalnej Niemiec (2007)
- Order Zasługi Hesji
- Order Przyjaźni (1996, Rosja)
- Medal „Za zasługi w podboju kosmosu” (2011, Rosja)[1]
- Universal Astronaut Insignia za lot orbitalny (nr 330) – Stowarzyszenie Uczestników Lotów Kosmicznych (Association of Space Explorers(inne języki))[2]

## Wykaz lotów
| Loty kosmiczne, w których uczestniczył Thomas A. Reiter                 | Loty kosmiczne, w których uczestniczył Thomas A. Reiter | Loty kosmiczne, w których uczestniczył Thomas A. Reiter | Loty kosmiczne, w których uczestniczył Thomas A. Reiter | Loty kosmiczne, w których uczestniczył Thomas A. Reiter | Loty kosmiczne, w których uczestniczył Thomas A. Reiter | Loty kosmiczne, w których uczestniczył Thomas A. Reiter |
| №                                                                       | Data startu                                             | Statek kosmiczny                                        | Data lądowania                                          | Statek kosmiczny                                        | Funkcja                                                 | Czas trwania                                            |
| ----------------------------------------------------------------------- | ------------------------------------------------------- | ------------------------------------------------------- | ------------------------------------------------------- | ------------------------------------------------------- | ------------------------------------------------------- | ------------------------------------------------------- |
| 1                                                                       | 3 września 1995                                         | «Sojuz TM-22»                                           | 22 lutego 1996                                          | «Sojuz TM-22»                                           | Inżynier pokładowy-2                                    | 179 dni 1 godzina 41 minut i 46 sekund                  |
| 2                                                                       | 4 lipca 2006                                            | «STS 121» Discovery F-32                                | 22 grudnia 2006                                         | «STS 116» Discovery F-33                                | Specjalista misji-5 (MS-5)                              | 171 dni 3 godziny 54 minuty i 5 sekund                  |
| Łączny czas spędzony w kosmosie — 350 dni 5 godzin 35 minut i 51 sekund |                                                         |                                                         |                                                         |                                                         |                                                         |                                                         |